# Mbacké Baari (Sagatta Dioloff)
 (novembre 2016).
Si vous disposez d'ouvrages ou d'articles de référence ou si vous connaissez des sites web de qualité traitant du thème abordé ici, merci de compléter l'article en donnant les références utiles à sa vérifiabilité et en les liant à la section « Notes et références ».
Pour les articles homonymes, voir Mbacké.
Mbacké Baari est un village du Sénégal situé dans le département de Linguère et dans l’arrondissement de Sagatta Dioloff.

## Histoire
Ce village a été fondé par Mame Maram, arrière-grand-père de Serigne Touba, fondateur du mouridisme. Il y réside jusqu'à la disparition de ses fils Amadou Sokhna Bousso et Saër Sokhna Bousso. Mame Maram quitte alors le village de Mbacké Baari qui tombe momentanément dans l’oubli. 
À la fin de mars 1895 Serigne Touba y retourne sous l'ordre de son seigneur pour y faire une retraite spirituelle attendant ainsi l'orde de son seigneur.Il renomma sa demeure DAROU KHOUDOSS qui se situa au SUD.Le Cheikh y passa un séjour de quatre mois environ (jusqu'au 10 août-18 Safar 1313h). Après son départ, le village tombe de nouveau dans l’oubli. Soixante-neuf ans plus tard, en 1964, Serigne Falilou Mbacké, alors khalife général des mourides, se rend à Mbacké Baari en pèlerinage afin de réhabiliter les lieux laissés en friche pendant tout ce temps. Après avoir localisé les sites principaux qu’étaient la case dans laquelle le saint homme avait passé la nuit du 9 au 10 août 1895 ainsi que la mosquée (ou ce qui en tenait lieu) où Serigne Touba avait effectué la prière de l'aube de ce matin du 10 août 1895.
De retour à Touba il donne l’ordre à l’un de ses principaux lieutenants, Serigne Cheikh Thioro Mbacké, de s’occuper de la réhabilitation des lieux. Depuis ce jour jusqu’à sa mort en 2001, Sergine Cheikh Thioro y passe les hivernages avec toute sa famille pour mettre le village en valeur. À sa disparition, son fils aîné, Serigne Cheikh Diorel Mbacke s’installe définitivement à Mbacké Baari en compagnie de sa famille.

## Description
Une mosquée trône au milieu du village, à l’emplacement où se trouvait la mosquée où le saint homme avait fait des dévotions avant de se rendre à Saint-Louis d’où il devait partir en exil.
En outre, le khalife de Mbacké Baari a érigé sur l’emplacement de la case un édifice où les talibés viennent se recueillir à l’occasion du magal de Mabcké Baari.
Le village est doté d’eau courante et d’électricité. De plus, il existe une école franco-arabe.
Enfin, le maître des lieux organise chaque année et ce, du vivant même de son père, un magal commémorant le départ en exil de cheikh Ahmadou Bamba ; ce magal est célébré le 10 août de chaque année. Il commémore le même événement que le grand magal de Touba avec la différence que la date du premier est choisie en fonction du calendrier grégorien alors celle du magal de Touba est choisie en fonction du calendrier musulman en l’occurrence le 18e jour du 2e mois (safar) de ce calendrier : en effet, en 1895 le 18 août coïncidait avec le 18 safar 1313 (hégire).

## Serigne Cheikh Thioro Mbacké
Ce lieutenant de Serigne Falilou Mbacké désigné par lui pour réhabiliter Mbacké Baari était né vers 1924 de Serigne Cheikh Absa Mbacké, demi-frère du fondateur du mouridisme et de Sokhna Lala Ndiaye, fille de Alboury Penda Ndiaye fils de LAT CODOU NDIEME(lignée royale au Djolof).
Soxna Lalla Ndiaye est aussi la fille de Gana Diop,fille de Lat Dior Damel du Cayor.Gana Diop est aussi la fille de COURA BASSINE kor Ndama sœur consanguine de Alboury Seynabou Buurba jolof.
Il a fait le « diébelou » (acte d’allégeance que tout disciple mouride doit faire à un marabout) à son cousin Serigne Falilou Mbacké (chose rarissime) pour qui il travaillera pendant de longues années. C’est ce qui lui vaut cette considération dont il jouit lui et les siens auprès de Serigne Falilou qui lui confiera la gestion de ce village historique.Il rapella à Dieu en Septembre 2001.